# Blennophis striatus
Blennophis striatus е вид бодлоперка от семейство Clinidae. Видът не е застрашен от изчезване.

## Разпространение и местообитание
Разпространен е в Южна Африка.
Среща се на дълбочина от 11 до 19,5 m, при температура на водата около 20,5 °C и соленост 35,4 ‰.

## Описание
На дължина достигат до 17,5 cm.